# Encefalită japoneză
Encefalita japoneză (EJ) este o infecție virală a creierului, cauzată de către virusul encefalitei japoneze (VEJ). Deși majoritatea infecțiilor sunt caracterizate de lipsa simptomelor sau a simptomelor ușoare, ea poate să evolueze cu encefalită (inflamarea creierului). În caz de encefalită, simptomele includ: cefalee, vomă, febră, confuzii și convulsii. Simptomele debutează la 5 - 15 zile de la infectare.
Virusul encefalitei japoneze este transmis de țânțari, în special cei din genul Culex. Porcii și păsările sălbatice sunt de asemenea un posibil rezervor sălbatic pentru acest virus. Boala este în general predominantă în zonele rurale. Diagnosticul de encefalită japoneză se face prin testarea lichidului cefalorahidian.
Prevenția bolii se face prin administrarea de vaccin anti-encefalită japoneză, un vaccin sigur și eficient. Alte măsuri includ evitarea înțepăturilor țânțarilor. Odată instalată infecția, nu există un tratament specific care poate fi început, ci se pot doar susține funcțiile organismului, de obicei în spital. Sechelele rămân la aproximativ jumătate din pacienții care se recuperează după această infecție.
Boala apare în Asia de Sud-Est și în Oceanul Pacific de Vest. Aproximativ 68.000 de cazuri simptomatice se înregistrează în fiecare an, iar dintre acestea aproximativ 17.000 de pacienți mor. Se înregistrează cele mai multe cazuri în epidemii. Boala a fost descrisă pentru prima dată în anul 1871.